# 硝酸氧钛
硝酸氧钛，又称碱式硝酸钛，是一种无机化合物，化学式为TiO(NO3)2。

## 制备
硝酸氧钛可以由氯氧化钛和氨水（1:1溶液）在4℃反应，沉淀用稀硝酸溶解得到。

## 用途
硝酸氧钛作为氧化剂，和有机物（如甘氨酸）混合，通过燃烧法可以制备纳米级的二氧化钛或钛的多元氧化合物。

## 拓展阅读
- Max-Emanuel van Ghemen, Dieter Heinz, Matthias Kuntz. Process for the preparation of low-chloride aqueous titanyl nitrate solutions （页面存档备份，存于）[P]. US5238661 A. 1993-8